# أوريكالسيت
الأوريكالسيت هو معدن كربوني، يوجدغالبا في رواسب النحاس والزنك. صيغته الكيميائية هي (Zn، Cu) 5 (CO 3 ) 2 (OH) 6. نسبة النحاس إلى الزنك حوالي 4: 5. 

## الشكل البلوري
غالبًا يظهر الأوريكالسيت في بلورات منشورية الشكل، وفي شكل قشور إبرية وفي بعض الأحيان هياكل عمودية.  والنظام البلوري أحادي الشكل.